# Danzig-Eisfall
Der Danzig-Eisfall (polnisch Lodospad Gdańska; englisch Gdansk Icefall) ist ein Gletscherbruch auf King George Island im Archipel der Südlichen Shetlandinseln. Er fließt vom Warszawa Dome zum Ezcurra-Fjord.
Polnische Wissenschaftler benannten ihn 1980 nach der polnischen Stadt Danzig.